# Jean Guillaume Barthélemy Thomières
Jean Guillaume Barthélemy Thomières (18 de agosto de 1771 – 22 de julio de 1812) murió en acción en Salamanca mientras comandaba una división de infantería del Imperial francés. Se unió al ejército de la Primera República Francesa en 1793 y luchó contra los españoles. Se transfirió al Ejército de Italia en 1796 y estuvo presente en las batallas de Dego, Mondovì, Lodi, Bassano, y Arcole. En 1800 luchó en Montebello  y Marengo como ayudante de campo de Claude Perrin Victor.
En 1806, Thomières se unió al personal del Mariscal Jean Lannes y sirvió en el Prusia y Polonia. Recibió el ascenso a oficial general en julio de 1807. Participó en la invasión de Portugal de 1807. El 20 de agosto de 1808 fue herido mientras dirigía su brigada en la Vimeiro. Lideró una brigada en La Coruña, Bussaco, y Fuentes de Oñoro, y antes de ser designado para encabezar una división, fue asesinado durante la Batalla de los Arapiles en Salamanca el 22 de julio de 1812. Thomières es uno de los nombres inscritos bajo el Arco del Triunfo en la Columna 38.